# Джанел Тейлър
Джанел Тейлър (на английски: Janelle Taylor) е американска писателка на бестселъри в жанра исторически любовен роман.

## Биография и творчество
Джанел Даян Уилямс Тейлър е родена на 28 юни 1944 г. в Атънс, Джорджия, САЩ, в семейството на механика Алтон Уилямс и домакинята Франсис Едуардс.
След завършването на гимназията през 1962 г. Джанел започва работа като медицинска сестра при стоматолог. На 8 април 1965 г. се омъжва за Майкъл Хауърд Тейлър, бизнес мениджър и счетоводител. Имат две дъщери – Анжела и Алиша, и четири внука.
Връща се на работа като медицинска сестра от 1969 г. до 1972 г. в Огъста. От 1977 г. до 1979 г. учи в Медицинския колеж на Джорджия, който завършва като медицински технолог за научни изследвания. Продължава образованието си в държавния университет в Огъста.
През 1977 г. решава да опита да пише книги докато учи в колежа. През 1980 г. завършва първите си произведения. През 1981 г. издава първия роман „Savage Ecstasy“ от серията „Сивия орел“ включваща девет исторически романса свързани с индианското племе на сиуксите. След продажбата на втората си книга от серията Джанел Тейлър напуска колежа и се отдава на писателското си поприще.
За първите пет романа от серията „Сивия орел“ Тейлър получава наградата на сиуксите на Националния празник на Южна Дакота. За романа си „First Love, Wild Love“ от 1984 г., пръв от серията „Южен вятър“, е удостоена с наградата „Маги“ на Писателите на романси на Джорджия за най-добър исторически романс. През 1986 г. получава наградата „Златна писалка“ за романса „Sweet Savage Heart“. През 1992 г. романса ѝ „Бъди моя завинаги“ получава сертификат за високи постижения в жанра викторианска романтика от „Romantic Times“. Романтичният уестърн „Lakota Flower“ печели наградата за най-добър исторически романс за 2003 г.
За изминалия над 30 години творчески период Джанел Тейлър има написани над 50 любовни романа. Произведенията на писателката са били над 10 пъти в списъците на бестселърите на „Ню Йорк Таймс“, преведени са на повече от 45 езика по целия свят и са издадени в над 60 милиона екземпляра. През 1987 г. е включена в Залата на славата на писателите на романси на Джорджия.
Джанел Тейлър е съсобственик на „Janelle Taylor Enterprises, Inc“, Огъста, Джорджия. Изнася лекции по романтична литература и творческо писане в училища и на конференции, вкл. и в колежа в Огъста.
Джанел Тейлър живее със съпруга си Майкъл в Аплинг, Джорджия, в испанска вила, която гледа към малко езеро с воденица, беседка и покрит мост, сред общо седемдесет и девет декара парцел с гора и пасища. Тя обича да събира лъжици и монети от цял свят, корабни модели, индийски реликви, кукли и стари книги. В свободното си време чете стари книги и биографии, или предприема дълги разходки със съпруга си. Занимава се и с благотворителна дейност свързана с борбата с диабета, от който и тя страда.

## Произведения

### Самостоятелни романи
- Golden Torment (1983)
- Love Me with Fury (1983)
- Огнената долина, Valley of Fire (1984)
- Savage Bondage (1985)
- Пламъците на съдбата, Fortunes Flames (1988)
- Whispered Kisses (1990)
- Taking Chances (1993)
- Anything for Love (1995)
- Смело сърце, Defiant Hearts (1996)
- Love with a Stranger (1996)
- By Candlelight (1997)
- Холивудски тайни, Someday Soon (1999)
- Не без теб, Not Without You (2000)
- Cant Stop Loving You (2001)
- Твърде лично, In Too Deep (2001)
- Среща с непознат, Night Moves (2002)
- Опасни тайни, Don't Go Home (2003)
- Dying to Marry (2004)
- Заради теб, Watching Amanda (2005)
- Когато си до мен, Haunting Olivia (2006)
- Shadowing Ivy (2007)
- Cherokee Storm (2010)
- Necessary Evil (2012)

### Серия „Сивия орел“ (Grey Eagle)
1. Savage Ecstasy (1981)
2. Defiant Ecstasy (1982)
3. Forbidden Ecstasy (1982)
4. Нежни екстази, Brazen Ecstasy (1983)
5. Tender Ecstasy (1983)
6. Stolen Ecstasy (1985)
7. Bittersweet Ecstasy (1987)
8. Forever Ecstasy (1991)
9. Savage Conquest (1985)

### Серия „Западен вятър“ (Western Wind)
1. First Love, Wild Love (1984)
2. Passions Wild and Free (1988)
3. Kiss of the Night Wind (1989)
4. Follow the Wind (1990)
5. Chase the Wind (1994)
6. Wild Winds (1997)

### Серия „Южнашки истории“ (Southern Historical)
1. Destiny's Temptress (1986)
2. Бъди моя завинаги, Promise Me Forever (1991)
3. Среднощни тайни, Midnight Secrets (1992)

### Серия „Индианци“ (Indian)
1. Sweet Savage Heart (1986)
2. Destiny Mine (1995)

### Серия „Саарс“ (Saars)
1. Moondust and Madness (1986)
2. Stardust and Shadows (1992)
3. Starlight and Splendor (1994)
4. Moonbeams and Magic (1995)

### Серия „Викингите“ (Viking Fantasy)
1. Wild Is My Love (1987)
2. Wild Sweet Promise (1989) – издадена и като „The Last Viking Queen“

### Серия „Лакота“ (Lakota)
1. Lakota Winds (1998)
2. Lakota Dawn (1999)
3. Lakota Flower (2003)

### Новели
- A Christmas Surprise (2012)

### Разкази
- Kiss of the Christmas Wind (1991)

### Детски книги
- How The Zebra Got Its Stripes (2011)